# Jan Leyk
Jan Leyk (* 9. Oktober 1984 in Minden; bürgerlich Joanes Leyk Martinez) ist ein deutscher Laiendarsteller, Designer und DJ. Bekannt wurde er 2011 durch seine Rolle als Carlos Hansen in der auf RTL II ausgestrahlten Serie Berlin – Tag & Nacht.

## Leben
Leyk wurde als Sohn einer Spanierin und eines Deutschen geboren. Seine Familie mütterlicherseits stammt aus San Sebastián. Er wuchs zunächst in Hameln und anschließend in Hannover auf und zog später nach Hamburg. Im Jahr 2004 machte er sein Fachabitur und war anschließend für fünf Jahre als selbständiger Eventgastronom tätig. Im Jahr 2010 eröffnete er sein Lokal Bar Hundert in Hamburg-Eppendorf.
Im Jahr 2011 wurde Leyk durch die Rolle des Barkeepers Carlos Hansen in der Reality-Seifenoper Berlin – Tag & Nacht bekannt. Diese spielte er in 248 Folgen bis zur Kündigung durch den Sender RTL II im Jahr 2012. Die Kündigung erfolgte, als ein Videomitschnitt von Gewaltanwendung Leyks gegenüber einer Frau veröffentlicht wurde und eine Anzeige wegen Körperverletzung gegen ihn erstattet wurde. Außerdem wurde er wegen eines Diebstahls aus dem Jahr 2007 verurteilt.
Im Jahr 2012 gründete er ein eigenes Modelabel unter dem Namen Hafensänger Fashion. 2013 nahm er an der ersten Staffel des Reality-Show-Formates Promi Big Brother teil.
Seit 2012 ist Leyk als DJ deutschlandweit und auch im Ausland tätig. In Zusammenarbeit mit Aleksey veröffentlichte er im Jahr 2013 bei Kontor Records seine erste Single Goethe. Mit seiner zweiten Single Showdown stieg er im Juli 2014 auf Platz 100 der deutschen Single-Charts ein. 2015 unterschrieb Leyk einen Plattenvertrag beim Major-Label Universal.
Zusammen mit dem Musiker Lockvogel veröffentlichte Leyk 2015 die Single Ne Sekunde Sommer. Die beiden hatten sich 2014 bei den Aufnahmen zu Gladiators im Studio von Leyks Produzententeam Madizin kennengelernt. Obwohl sich das Lied am Tag der Veröffentlichung auf Platz eins der iTunes-Charts platzieren konnte und in den Midweekcharts Platz zwei erreichte, wurde das Lied vom Bundesverband Musikindustrie e. V. für vier Wochen aus der Chartwertung genommen. Grund für den Ausschluss war die Prüfung eines Manipulationsverdachts, nachdem Anhaltspunkte vorlagen, dass im Zusammenhang mit der besagten Single selbsterworbene iTunes-Gutscheine an Dritte in Umlauf gebracht wurden. Schlussendlich stieg das Lied Anfang Juli auf Platz 40 in die deutschen Singlecharts ein. Als vorerst letzte Zusammenarbeit von Leyk & Lockvogel erschien im September 2015 die Single Wir waren da.
Leyk hatte 2014 über eine Million Facebook-Fans.
Im Mai 2015 erstattete der ehemalige Bundestagsabgeordnete Sebastian Edathy Strafanzeige gegen Leyk, nachdem dieser ihn auf Facebook im Zuge der Edathy-Affäre als „perversen Bastard“ bezeichnet und seiner Hoffnung, Edathy möge „an jedem Ort auf diesem Planeten bespuckt und mit Steinen beworfen“ werden, Ausdruck verliehen hatte. Leyk wurde zu einer Geldstrafe von 6000 Euro verurteilt und nahm das Urteil an.

## Fernsehen
- 2011–2012: Berlin – Tag & Nacht
- 2013: Promi Big Brother
- 2016, 2019: Grill den Henssler
- 2022: Kampf der Realitystars – Schiffbruch am Traumstrand

## Diskografie
Alben
- 2017: On the Move

Singles
- 2013: Goethe (feat. Aleksey)
- 2014: Showdown
- 2014: Elephant
- 2014: Gladiators (feat. Madizin)
- 2015: Ne Sekunde Sommer (als Leyk & Lockvogel)
- 2015: Wir waren da (als Leyk & Lockvogel)
- 2016: Pure
- 2016: Funk!n
- 2017: It’s Wrong (feat. Jakub Ondra)
- 2017: SOS

Gratis-Downloads
- 2015: That Madness
- 2015: YOLO
- 2015: Overdose (mit Kevin Acero)

### Remixe
- 2015: Sarah Connor – Wie schön du bist (Leyk & Lockvogel Mix)[20]
- 2015: Álvaro Soler – El mismo sol (Jan Leyk Remix)
- 2016: Axwell – Barricade (Jan Leyk Edit)
- 2016: Sean Finn & L.A. H3RO – We Are One (Jan Leyk Remix Edit)
- 2016: Mosimann – Ti89 (Remixes) (Jan Leyk Remix)
- 2016: Roger Horton – Still Bad! – Jan Leyk Remix